# Santa Marcela
Santa Marcela (Bayan ng Santa Marcela) är en kommun i Filippinerna. Kommunen ligger på ön Luzon, och tillhör provinsen Apayao. Folkmängden uppgår till 13 613 invånare år 2015.
Santa Marcela är indelat i 13 barangayer.